# Ricardo Sanguino
José Ricardo Sanguino Cárdenas (Caracas, 9 de octubre de 1943) es un economista y político venezolano. Se desempeñó como presidente del Banco Central de Venezuela.

Economista de profesión, es egresado de la Universidad Central de Venezuela (UCV) y fue diputado a la Asamblea Nacional por el estado Táchira, miembro del Partido Socialista Unido de Venezuela (PSUV).

## Diputado a la Asamblea Nacional
Durante 15 años ocupó un curul dentro del ente legislador del país, tras ser electo por primera vez en el año 2000 como parlamentario y siendo reelegido tres periodos consecutivos por el estado Táchira, convirtiéndose en el representante del poder legislativo con más años en la cámara hasta su designación como presidente del Banco Central de Venezuela. Militante del Partido Socialista Unido de Venezuela (PSUV) encabezó durante 10 años la Comisión de Finanzas y Presupuesto de la Asamblea Nacional. 

## Presidente del BCV
Tras la destitución el 22 de enero de 2017 de su homólogo Nelson Merentes, Sanguino es escogido como el nuevo Presidente del Banco Central de Venezuela, a pesar de que la constitución de Venezuela y la Ley del Banco Central establece que la ratificación del presidente del Banco Central debe ser aprobado por la Asamblea Nacional de mayoría opositora después de haber sido escogido por el presidente. Sectores de oposición rechazaron el nombramiento, señalando que para poder llegar a ese cargo una persona debe tener, por lo menos, 10 años de experiencia en materia económica y finanzas.